# Barri Vell - Santa Creu
Barri Vell - Santa Creu (més conegut com a barri de Santa Creu o Barri Vell) és un barri de la ciutat d'Alacant. Limita al nord amb el barri de Sant Antoni; al nord-est, i separat pel carreró de la Serra, amb el barri del Raval Roig; a l'est i al sud amb el barri de l'Eixample-Diputació, a l'altura de l'espigó del Port d'Alacant; i a l'oest, separat per la rambla de Méndez Núñez, amb el barri del Centre. En aquest barri es troba el palau consistorial de la ciutat, la basílica de Santa Maria i la cocatedral de Sant Nicolau. Segons el cens de 2006, té 2.919 habitants (1.473 homes i 1.446 dones).